# Фассо, Карло
Карло Фассо́ (итал. Carlo Fassò; 7 марта 1821, Аньона, ныне в составе коммуны Боргосезия — 9 апреля 1894, Турин) — итальянский композитор и музыкальный педагог.
Сын деревенского органиста. Учился в Миланской консерватории, в том числе у Алессандро Ролла. В 1834 году сочинил своё первое произведение (для трёхголосного хора с оркестром), в 1837 году написанная Фассо месса была исполнена в его родном городе.
В 1845—1868 гг. работал капельмейстером Базилики Сан-Гауденцио в Новаре, одновременно дирижировал операми в городском театре и преподавал. В области композиции посвятил себя преимущественно вокально-симфоническим сочинениям патриотического содержания — в частности, ему принадлежит кантата «Возвращение из Крыма» (итал. Il Ritorno dalla Crimea; 1856) в честь сардинского экспедиционного корпуса, участвовавшего в Крымской войне, и его командира Альфонсо
 Ламарморы. Вершиной творчества Фассо считается его Реквием (1865), впервые исполненный годом позже в Турине в годовщину смерти короля Карла Альберта. В 1868 году Фассо и сам перебрался в Турин, возглавив по предложению Карло Педротти вокальный класс только что созданного Туринского музыкального лицея; в дальнейшем преподавал также композицию и контрапункт. Вместе с Педротти организовывал с 1872 года в Турине «народные концерты». Был одним из участников подготовки туринского оркестра для выступления на Всемирной выставке 1878 года в Париже и сам дирижировал концертом этого коллектива в Лионе. 29 апреля 1883 года дирижировал шестидесятым «народным концертом» в туринском Королевском театре, впервые в Италии исполнив целиком Восьмую симфонию Людвига ван Бетховена. В 1882 году после отъезда Педротти стал вторым директором Музыкального лицея и возглавлял его до конца жизни.
Племянник — литературовед Луиджи Фассо, опубликовавший несколько статей о жизни и творчестве своего дяди.